# Estados vermelhos e estados azuis

Resumo dos resultados estaduais das eleições presidenciais de 2012, 2016, 2020 e 2024, por estado:
Ganhos pelos Republicanos nas quatro eleições
Ganhos pelos Republicanos em três das quatro eleições
Ganhos duas vezes por cada partido nas quatro eleições
Ganhos pelos Democratas em três das quatro eleições
Ganhos pelos Democratas nas quatro eleições

Na política dos Estados Unidos, os termos "estado vermelho" e "estado azul" ("red state" e "blue state", em inglês, respectivamente) identificam os estados que votam consistentemente no mesmo partido político  — os estados vermelhos votam no Partido Republicano, enquanto os estados azuis votam no Partido Democrata. Em oposição, os estados que não possuem uma tendência clara ou constante são chamados de estados-pêndulos ou "estados roxos". A identificação por cores dos partidos é relativamente recente, em geral atribuída à cobertura midiática da eleição de 2000. 
Na realidade, todos os estados contêm um número considerável de eleitores de ambos os lados do espectro político (ou seja, são "roxos"), mas como a maioria dos estados utiliza um sistema de eleição majoritário (atualmente excepcionando-se o Maine e Nebraska), o candidato vencedor leva todos os delegados daquele estado no colégio eleitoral, não importando a proporção do voto popular, determinando-o então como azul ou vermelho no mapa eleitoral. A percepção de alguns estados como "azuis" e outros como "vermelhos" foi reforçada por um grau de estabilidade partidária entre eleições — da eleição presidencial de 2016 à eleição de 2020, apenas cinco estados mudaram de "cor"; e em 2020, 35 dos 50 estados haviam votado no mesmo partido em todas as eleições presidenciais desde que a terminologia vermelho-azul se popularizou em 2000. 
Vermelho e azul são as cores da bandeira dos Estados Unidos e já eram anteriormente usadas para representar os partidos, mas as cores não eram fixas e alternavam entre eleições. Em geral, havia uma tendência a associar os republicanos com o azul, já que era a cor dos uniformes da União durante a Guerra Civil. O primeiro mapa eleitoral televisivo foi apresentado na NBC durante a eleição de 1976, no qual o azul simbolizava os estados ganhos pelo incumbente, o republicando Gerald Ford, e os vermelhos ganhos por Jimmy Carter da oposição democrata. Em entrevista, um diretor da NBC disse que o padrão foi escolhido espelhando-se nas eleições do Reino Unido, onde o partido conservador é azul e o partido liberal (os Trabalhistas) é vermelho.
 

No entanto, durante a cobertura da contenciosa da eleição presidencial de 2000, na qual o processo de contagem dos votos se alastrou por um mês, as redes de televisão convergiram e padronizaram seus mapas no padrão que ficou consagrado.  Assim, mesmo sem oficialização dos partidos, a associação por cores ficou gravada entre o público. Já na próxima eleição, no famoso discurso da Convenção Democrata de 2004, o então senador Barack Obama criticava os comentadores políticos que dividiam os americanos entre vermelhos e azuis.